# Żdżary (Wieruszów)
Pour les articles homonymes, voir Żdżary.
Żdżary est une localité polonaise de la gmina de Bolesławiec, située dans le powiat de Wieruszów en voïvodie de Łódź.